# Maureen Johnson
Maureen Johnson (Filadélfia, Pensilvânia, 16 de fevereiro de 1973) é uma escritora estadunidense de ficção para jovens. Ela publica romances para jovens adultos, incluindo as séries Shades of London, Suite Scarlett e The Bane Chronicles (com Cassandra Clare).

## Vida
Maureen Johnson é uma graduada da Universidade de Delaware. Antes disso, frequentou uma escola preparatória católica feminina. No curto período entre seus cursos de graduação e pós-graduação, Johnson trabalhou na Filadélfia, Londres e Nova York. Ela foi gerente literária de uma companhia de teatro da Filadélfia, garçonete em um restaurante temático, secretária, barwoman em Piccadilly e uma performer ocasional. Ela estudou dramaturgia escrita e teatral na Universidade de Columbia, onde recebeu seu MFA em Escrita.

## Carreira

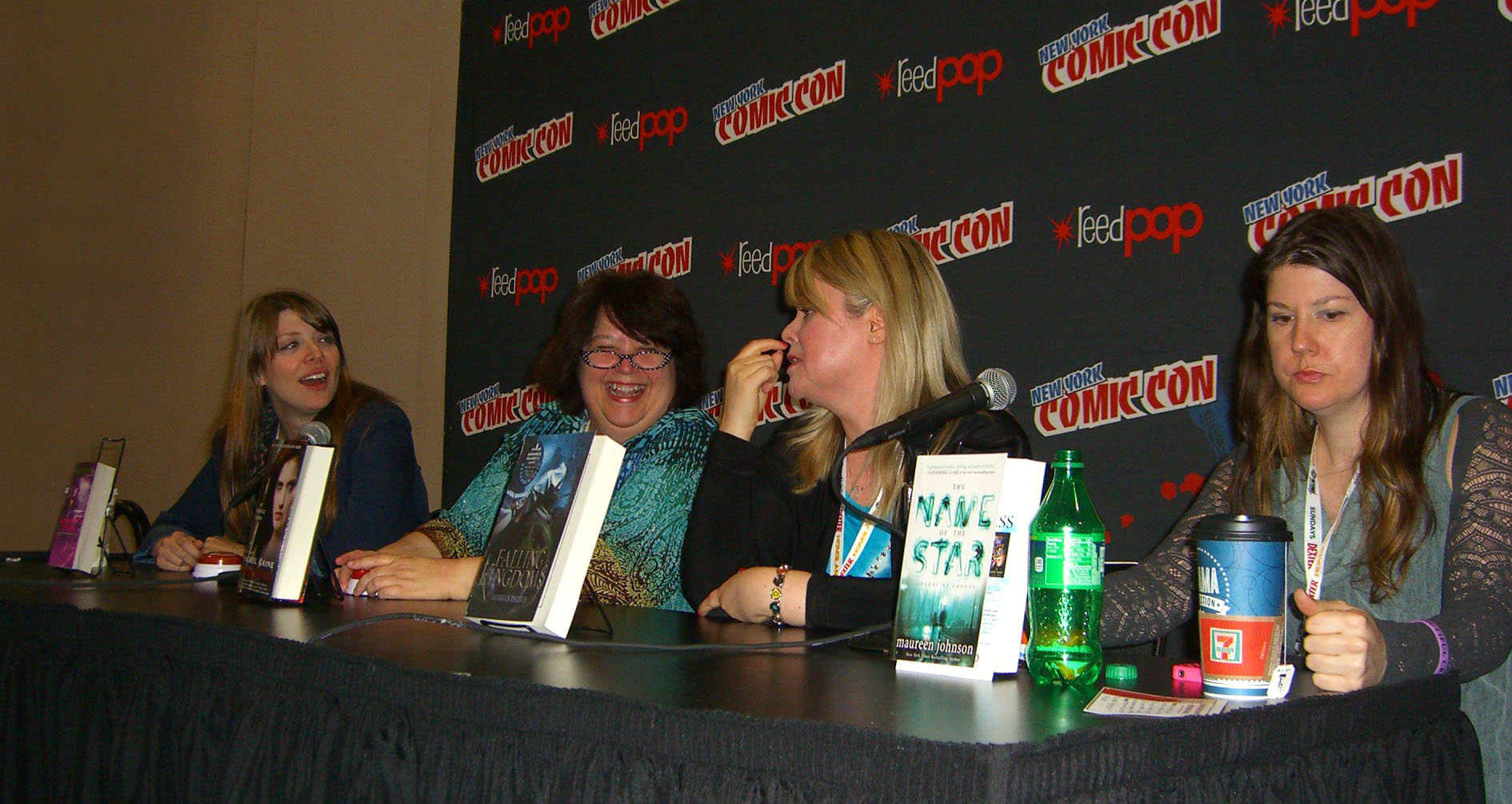
Johnson, à direita, no painel de discussão de "Justice is Served" na Comic-Con de Nova York de 2012. Dividindo a mesa com ela estão (da esquerda para a direita): Amber Benson, Rachel Caine e Morgan Rhodes.

O primeiro romance de Maureen Johnson, The Key to the Golden Firebird, foi publicado em 2004. Ele foi seguido por The Bermudez Triangle e 13 Pequenos Envelopes Azuis em 2005, Devilish em 2006 e Girl at Sea em 2007.
Em junho de 2007, o livro de Johnson The Bermudez Triangle foi disputado pelos pais de um estudante em Bartlesville, Oklahoma. Johnson respondeu em seu site, pedindo por maior transparência no processo de disputa do sistema escolar. Para resolver a controvérsia, o conselho escolar não removeu o livro, mas colocou-o em uma área restrita da biblioteca da escola.[ligação inativa]
Suite Scarlett, o primeiro livro da série Suite Scarlett, foi publicada pela Scholastic em maio de 2008. O segundo livro, Scarlett Fever, foi lançado em 1 de fevereiro de 2010. Em 27 de novembro de 2009, Johnson tornou-se uma autora de Best Sellers do New York Times quando Let It Snow: Three Holiday Romances, um livro que ela co-escreveu com John Green e Lauren Myracle em 2008, alcançou o número dez na lista de Livros de Bolso Infantis.
The Last Little Blue Envelope, a sequência de seu romance de 2005, 13 Little Blue Envelopes, foi publicado em abril de 2011. O primeiro trabalho em sua nova série Shades of London, The Name of the Star, foi publicado em setembro de 2011. A sequência para The Name of the Star, The Madness Underneath, foi publicada em fevereiro de 2013. Atualmente está trabalhando no próximo livro da série Shades of London.
Em maio de 2013, a colaboração de Johnson com a escritora Cassandra Clare The Runaway Queen foi publicada, um dos dez títulos autônomos em uma série de contos intitulada The Bane Chronicles. A série conta com o personagem feiticeiro de Clare, Magnus Bane, de suas séries The Mortal Instruments e The Infernal Devices. Os títulos subsequentes de Johnson incluem: The Rise and Fall of the Hotel Dumort (agosto de 2013), No Immortal Can Keep a Secret (outubro de 2013) e The Last Stand of the New York Institute (janeiro de 2014, co-escrito com Clare e Sarah Rees Brennan). A coleção foi compilada em um único e-book e lançada em setembro de 2014.
Johnson também foi uma das roteiristas para as versões do Nintendo DS e PSP do jogo eletrônico Harry Potter and the Half-Blood Prince.
Desde 2011, Johnson é a coordenadora da programação da LeakyCon Lit.

## Vida pessoal
Johnson vive em Nova York.
Em setembro de 2008, Johnson criou a comunidade de rede social política YA para apoiar a candidatura de Barack Obama para Presidente. Ela é hospedada pelo Ning e inclui arquivos de fóruns de discussão, conteúdo gerado pelos usuários, tais como vídeos e fotos e atualizações diárias do blog por escritores YA como Scott Westerfeld, Lauren Myracle, Cecily von Ziegesar e Megan McCafferty. Ela também é uma Secret Sister, e substituiu John Green no VlogBrothers durante a licença paternidade de John em 2010 e, mais recentemente, em 2013.

### Romances autônomos
- The Key to the Golden Firebird (2004)
- The Bermudez Triangle (2006)
- Devilish (2006)
- Girl at Sea (2007)
- Let It Snow: Three Holiday Romances (Co-escrito com John Green e Lauren Myracle) (2008)
- Cruella: Hello, Cruel Heart (2021)
- Your Guide to Not Getting Murdered in a Quaint English Village (2021)

### Série 13 Little Blue Envelopes
- 13 Little Blue Envelopes (2005)
- The Last Little Blue Envelope (26 de abril de 2011)

### Série Suite Scarlett
- Suite Scarlett (2008)*
- Scarlett Fever (2010)*

### Série Shades of London
- The Name of the Star (29 de setembro de 2011)[14]
- The Madness Underneath (26 de fevereiro de 2013)[15]
- The Boy in the Smoke (24 de fevereiro de 2014)
- The Shadow Cabinet (10 de fevereiro de 2015)[16]

### The Bane Chronicles (com Cassandra Clare)
- The Runaway Queen (maio de 2013)
- The Rise of the Hotel Dumort (agosto de 2013)
- Fall of the Hotel Dumort (outubro de 2013)
- The Last Stand of the New York Institute (dezembro de 2013)
- The Bane Chronicles (edição compilada impressa - novembro de 2014)

### Série Truly Devious
- Truly Devious (2018)
- The Vanishing Stair (2019)
- The Hand on the Wall (2020)
- The Box in the Woods (2021)
- Nine Liars (2022)

### Contos em antologias
- "The Jubilee Express" em Let It Snow: Three Holiday Romances (com John Green e Lauren Myracle, 2008)
- "The Law of Suspects" em Vacations From Hell (com Libba Bray, Cassandra Clare, Claudia Gray e Sarah Mlynowski, 2009)
- "The Children of the Revolution" em Zombies vs. Unicorns (com Libba Bray, Cassandra Clare, Alaya Dawn Johnson, Carrie Ryan, Scott Westerfeld, Meg Cabot, Kathleen Duey, Margo Lanagan, Garth Nix, Naomi Novik, e Diana Peterfreund, 2010)

### Ensaios
- "Hot Sex and Horrific Parenting in His Dark Materials" (publicado em The World of the Golden Compass, 2007)

## Premiações e nomeações
- 13 Little Blue Envelopes - ALA Teens' Top Ten 2006[17]
- Devilish - 2007 Andre Norton Award (nomeação)[18]
- "Most Interesting Twitter User to Follow" Mashable Open Web Awards 2009[19]
- The Name of the Star - YALSA 2012 Best Fiction for Young Adults[20]